# Nodulisporium honiaraense
Nodulisporium honiaraense är en svampart som beskrevs av Matsush. 1971. Nodulisporium honiaraense ingår i släktet Nodulisporium och familjen kolkärnsvampar.   Inga underarter finns listade i Catalogue of Life.